# 安儿湖
安儿湖是一个位于中国湖北省新洲县的湖泊，面积约为7.1平方千米，平均水深约为2.5米，蓄水量约为212万立方米。